# Miltiadis Kyrkos

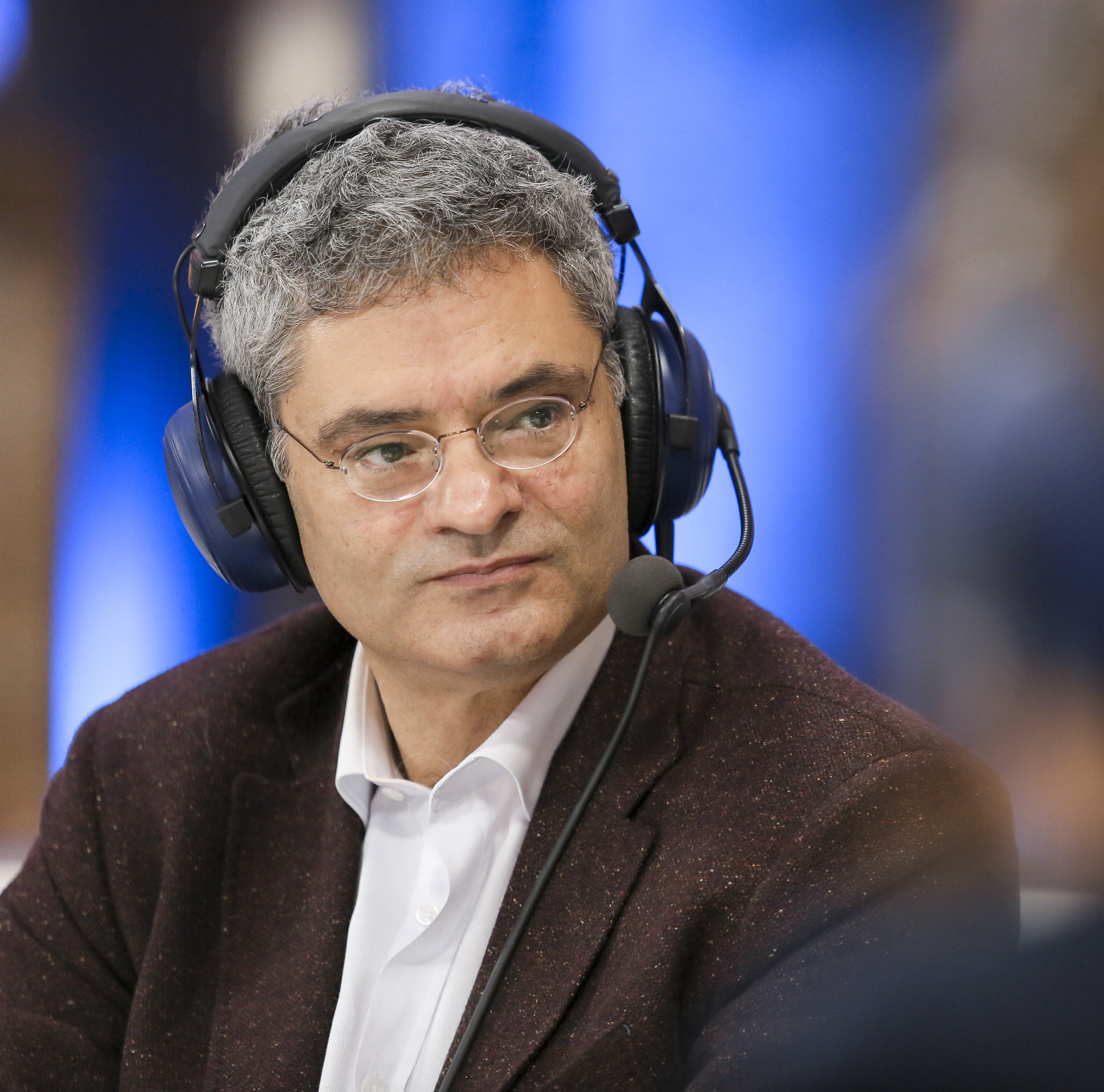
Miltiadis Kyrkos, 2014

Miltiadis „Miltos“ Kyrkos (griechisch Μιλτιάδης “Μίλτος” Κύρκος, * 1. April 1959 in Athen)  ist ein griechischer Politiker der Partei To Potami und Chemieingenieur.

## Leben
Von 1977 bis 1982 absolvierte Kyrkos ein Studium des Chemieingenieurwesens an der Universität Iași in Rumänien.
Seit 2014 ist Kyrkos Abgeordneter im Europäischen Parlament. Dort ist er Stellvertretender Vorsitzender der  Delegation im Gemischten Parlamentarischen Ausschuss EU-Türkei und Mitglied im Ausschuss für Verkehr und Fremdenverkehr.